# Alfred Reade Godwin-Austen
Alfred Reade Godwin-Austen (17 april 1889 – 20 maart 1963) was een Britse legerofficier tijdens de Eerste Wereldoorlog en de Tweede Wereldoorlog.

## Biografie
Godwin-Austen werd in 1909 toegevoegd aan de South Wales Borderers en werd voor zijn verdiensten in de Eerste Wereldoorlog onderscheiden met het Military Cross.
Bij de uitbraak van de Tweede Wereldoorlog was Godwin-Austen een generaal-majoor en voerde het bevel over de 8e Infanteriedivisie die verantwoordelijk was voor de binnenlandse veiligheid van het Britse Mandaatgebied Palestina. Na de ontbinding van de 8e Infanteriedivisie in februari 1940 werd Godwin-Austen in juli benoemd tot bevelhebber van de nieuw gevormde 2e (Afrikaanse) Divisie in Kenia.
Kort na de Italiaanse invasie van Brits-Somaliland in augustus 1940 werd hij tot bevelhebber van de Britse troepen in Brits-Somaliland benoemd. De Britse troepen trokken zich echter na korte gevechten terug naar de havenstad Berbera en werden vanuit daar geëvacueerd naar Aden in Jemen. De verliezen voor de Britten waren tijdens deze campagne licht, ongeveer 260 (38 doden, 102 gewonden en 120 vermisten). De Britse premier Winston Churchill uitte kritiek op Archibald Wavell vanwege het verlies van Brits-Somaliland en aan Brits prestige. Churchill kreeg door de korte strijd die was gevoerd de indruk dat de kolonie zonder enig gevecht is overgegeven aan de Italianen. Hij eiste de schorsing van Godwin-Austen. De reactie van Wavell op de kritiek van Churchill was dat Somaliland het schoolvoorbeeld was van een terugtrekking tegenover een superieure overmacht. Hij weigerde Godwin-Austen te ontslaan en Godwin-Austen kreeg op 12 september 1940 weer het bevel over de 2e (Afrikaanse) Divisie. Churchill bleef echter een wrok houden tegenover Godwin-Austen.       
Tijdens de Oost-Afrika Campagne voerde Godwin-Austen het bevel over de 2e (Afrikaanse) Divisie (die later hernoemd werd in 12e (Afrikaanse) Divisie). De divisie maakte deel uit van de East Africa Force die onder commando stond van luitenant-generaal Alan Cunningham. De divisie rukte op 11 februari 1941 Italiaans-Somaliland binnen en hij behaalde eind februari een overwinning op de Italianen bij Gelib. Nadat Mogadishu was ingenomen liet Cunningham zijn troepen het binnenland van Ethiopië via de Ogaden-woestijn binnentrekken en kwam op 6 april 1941 aan bij hoofdstad Addis Abeba.
Aan het einde van de campagne werd Godwin-Austen benoemd tot bevelhebber van de Western Desert Force (die later in in de 13e Legerkorps werd gedoopt). Tijdens Operatie Crusader was hij strijdvaardig in zijn verzet tegen Alan Cunningham die nu commandant van het Achtste Leger was en dus zijn directe superieur. De opperbevelhebber van het Midden-Oosten, Claude Auchinleck koos ervoor om het offensief voort te zetten en Cunningham werd van zijn commando ontheven. Operatie Crusader en de daaropvolgende Slag om Tobroek resulteerde er in de asmogendheden terug te drijven na El Agheila. Nadat Rommel in januari 1942 een tegenaanval uitvoerde moesten de geallieerden zich terugtrekken. Een van de divisie van Godwin-Austen, de Indische 4e Infanteriedivisie stond onder druk en na overleg met Neil Ritchie, de opvolger van Cunningham werd besloten zich terug te trekken. Echter Ritchie veranderde van gedachte en gaf aan de bevelhebber van de Indische 4e Infanteriedivisie Francis Tuker aan te vallen. Godwin-Austen kreeg het gevoel dat Ritchie door deze actie geen vertrouwen maar in hem had en diende zijn ontslag in die met tegenzin door Auchinleck werd geaccepteerd.
Ondanks de steun van Alan Brooke, de Chief of the Imperial General Staff en James Grigg, minister van Oorlog, was Churchill onvermurwbaar om Godwin-Austen een nieuwe post aan te bieden. Na tussenkomst van de Zuid-Afrikaanse veldmaarschalk Jan Smuts werd Godwin-Austen op 16 november 1942 benoemd tot directeur van de Tactisch Onderzoek bij de War Office. In 1944 bekleedde hij de posten van vice quartermaster-general bij de War Office en die van quartermaster-general in India. Van 1945 tot 1946 was hij nog de Principal administration officer bij Indian Command. In 1946 werd hij geridderd en in 1947 bereikte hij de rang van generaal.

## Militaire loopbaan
- Second Lieutenant: 6 november 1909[1]
- Lieutenant:
- Captain:
- Major:
- Titulair Lieutenant-Colonel: 1 juli 1929[1]
- Major: 28 februari 1930[1]
- Lieutenant-Colonel: 15 maart 1936[1]
- Colonel: 1937-10-14 (gedateerd 1 juli 1933)[1]
- Tijdelijk Brigadier: 14 september 1938[1]
- Major-General: 23 augustus 1939 (gedateerd 14 juli 1938)[1]
- Waarnemend Lieutenant-General: 18 september 1941[1]
- Reverted to Major-General: 8 februari 1942[1]
- Lokaal Lieutenant-General: 16 januari 1945[1]
- Waarnemend Lieutenant-General: 20 januari 1945[1]
- Tijdelijk Lieutenant-General:[1]
- Lieutenant-General: 20 maart 1946 (gedateerd 5 januari 1943)[1]
- General: 1 mei 1946 (uitdiensttreding 6 maart 1947)[1]

## Decoraties
- Ridder Commandeur in de Orde van de Ster van Indië op 18 juni 1946
- Lid in de Orde van het Bad op 30 mei 1941
- Officier in de Orde van het Britse Rijk in 1919
- Military Cross op 3 juni 1916
- Hij werd driemaal genoemd in de Dagorders. Dat gebeurde op:
  - 15 september 1939[1]
  - 26 juli 1940
  - 11 februari 1941
  - 15 december 1942